# Plecotus homochrous
Plecotus homochrous — вид рукокрилих ссавців з родини лиликових.

## Таксономічна примітка
Таксон відокремлено від P. auritus.

## Морфологічна характеристика
Це невеликий кажан з довжиною голови і тіла від 40 до 45 мм, довжиною передпліччя від 36.5 до 40.3 мм, довжиною хвоста від 48 до 50 мм, довжиною лапи від 7 до 8 мм і довжина вух між 39 і 41 мм. Хутро довге, щільне і шерстисте. Спинні частини темно-коричневі з темнішою основою волосків, тоді як черевні частини схожі на спину з білуватим кінчиком волосся, що надає сірого вигляду. Морда конічна. Вуха великі, овальні, темно-коричневі, з'єднані на лобі тонкою шкірною перетинкою. Козелок становить приблизно половину довжини вушної раковини, звужений і з тупим кінцем. Перетинки крил темно-коричневі. Пальці вкриті коричневим волоссям і мають короткі коричневі і сильно загнуті кігті. Хвіст довгий і повністю входить у великий уропатій.

## Поширення
Країни проживання: Пакистан, Індія, Непал, Китай, В'єтнам.

## Спосіб життя
Мешкає в гірських лісах і степових лісах Гімалаїв між нижніми і середніми хребтами в Пакистані, Індії та Непалі. Цей вид зустрічається в дубово-хвойних змішаних лісах, субтропічних вічнозелених листяних лісах і тибетському степу. Інших відомостей про його екологію немає.